# جاك موليناس
جاك موليناس (بالإنجليزية: Jack Molinas)‏ مواليد 31 أكتوبر 1931 في نيويورك - الوفاة 03 أغسطس 1975، كان لاعب كرة سلة أمريكي. بدأ مسيرته الاحترافية في سنة 1953. تم اختياره من قبل فريق ديترويت بيستونز خلال الدرافت. حمل الرقم 6. بلغ طوله 6 قدم 6 بوصة (2.0 م). اعتزل اللعب في 1954.

## روابط خارجية
- جاك موليناس على موقع إن بي أي (الإنجليزية)
- جاك موليناس على موقع سبورتس رفرنس (الإنجليزية)
- جاك موليناس على موقع كلية كرة السلة في سبورتس رفرنس.كوم (الإنجليزية)
- جاك موليناس على موقع ريلجم (الإنجليزية)
- جاك موليناس على موقع بروبوليرز (الإنجليزية)